# Impastor
Impastor est une série télévisée américaine en vingt épisodes de 21 minutes créée par Christopher Vane et diffusée entre le 15 juillet 2015 et le 7 décembre 2016 sur TV Land.

## Synopsis
À la suite de dettes, Buddy Dobbs (Michael Rosenbaum) change d'identité et prend celle d'un pasteur gay qui meurt par accident sous ses yeux. Buddy devient ainsi le pasteur Jonathan Barlow et emménage à Ladner, une petite ville de l'Oregon. Il est accueilli par Dora Winston (Sara Rue) dans la maison que la ville lui met à disposition. Buddy ruse pour conserver son imposture secrète et prévoit de quitter la ville dès qu'il aura assez d'argent.

## Distribution
- Michael Rosenbaum : Buddy Dobbs
- Sara Rue : Dora Winston
- David Rasche : Alden Schmidt
- Mircea Monroe : Alexa Cummings
- Mike Kosinski : Russell Kerry

## Production
Le 13 décembre 2016, la série est annulée.

## Épisodes

### Première saison (2015)
1. Titre français inconnu (Genesis)
2. Titre français inconnu (On The Third Day...)
3. Titre français inconnu (Bird of Pray)
4. Titre français inconnu (Thou Shalt Not Steal)
5. Titre français inconnu (Ex Communication)
6. Titre français inconnu (Honor Thy Boyfriend's Father and Mother)
7. Titre français inconnu (The Body of Kenny Compels You)
8. Titre français inconnu (Bingo Tell It On The Mountain)
9. Titre français inconnu (Flings & Arrows)
10. Titre français inconnu (Exodus)

### Deuxième saison (2016)
Le 31 août 2016, la série est renouvelée pour une deuxième saison diffusée à partir du 28 septembre 2016.
1. Titre français inconnu (The Devil Went Down to Ladner)
2. Titre français inconnu (Guardian Angel)
3. Titre français inconnu (Buddy's Prayer)
4. Titre français inconnu (Sins of The Past-or Part 1)
5. Titre français inconnu (Sins of The Past-or Part 2)
6. Titre français inconnu (The Bish is Back)
7. Titre français inconnu (Ah-Men)
8. Titre français inconnu (My Little Brother's Little Brother's Keeper)
9. Titre français inconnu (Judge Not)
10. Titre français inconnu (Thy Neighbor's Wife)